# Pic de la Font Blanca
Situat a la parròquia d'Ordino, el Pic de la Font Blanca (o de Rialb) és amb els seus 2.906 metres, una de les set úniques muntanyes d'Andorra que superen el 2.900 metres d'altitud. La seva carena és la frontera amb el departament francès de l'Arieja. És considerada pels muntanyistes una de les millors pales dels Pirineus.
Aquest cim està inclòs al llistat dels 100 cims de la FEEC